# Sandhem
Sandhem ist ein Tätort in der Gemeinde Mullsjö im Kirchspiel Sandhem, Jönköpings län, und liegt etwa 30 km südlich von Falköping.

## Lage

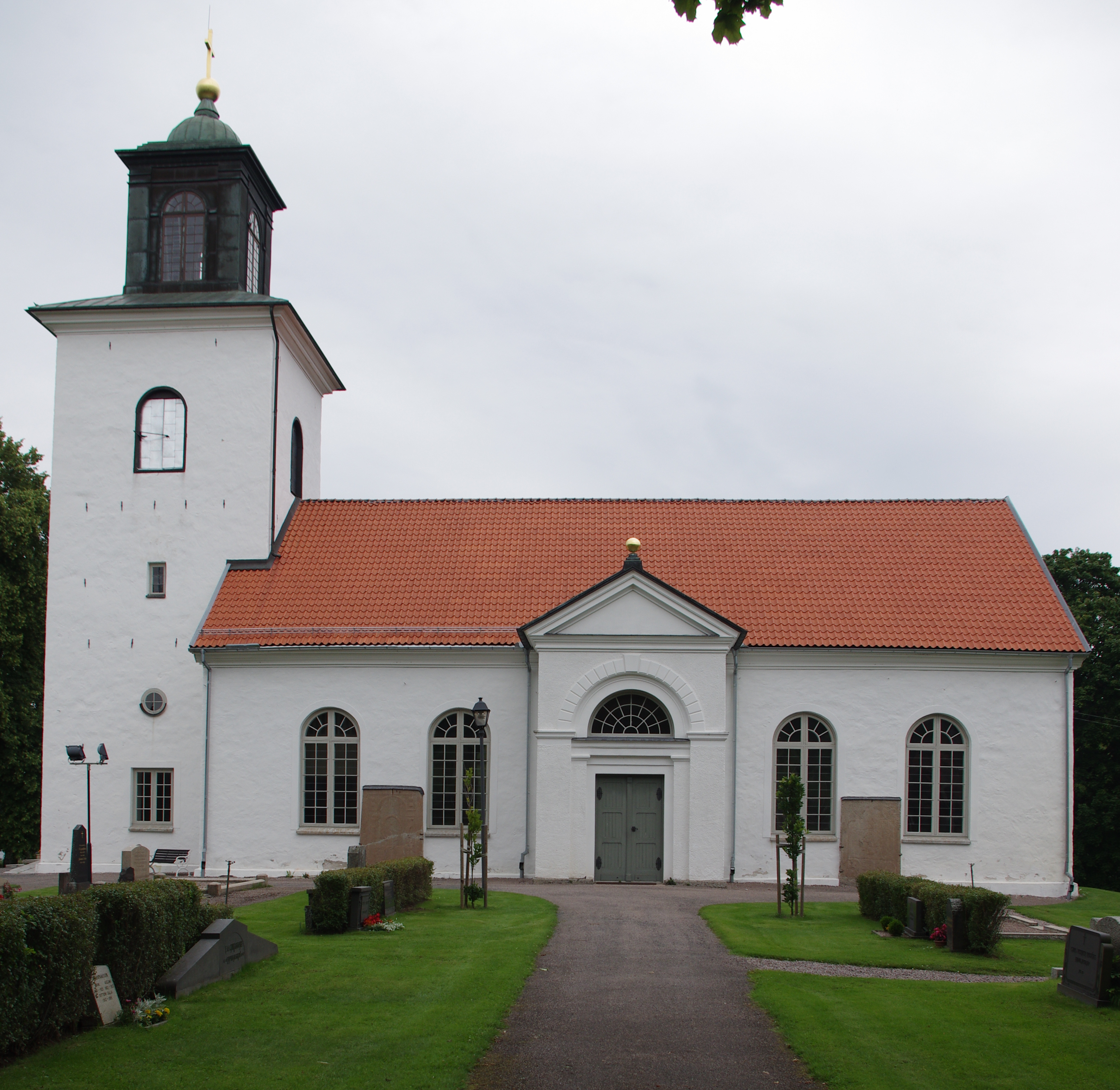
Kirche von Sandhem

Sandhem liegt am See Sandhemssjön und am Riksväg 26/47. Der Ort hat einen Bahnhof an der Bahnstrecke Nässjö–Falköping. Es gehört zur Kirchgemeinde Mullsjö-Sandhem im Bistum Skara.

## Geschichte
Sandhem wurde 1359 gegründet und trägt bei den Einwohnern den Spitznamen „Byn“ („Das Dorf“).

## Bevölkerungsentwicklung
| Jahr      | 1960 | 1965 | 1970 | 1975 | 1980 | 1990 | 1995 | 2000 | 2005 | 2010 | 2015 | 2020 | 2021 |
| --------- | ---- | ---- | ---- | ---- | ---- | ---- | ---- | ---- | ---- | ---- | ---- | ---- | ---- |
| Einwohner | 581  | 751  | 672  | 721  | 821  | 830  | 764  | 741  | 706  | 702  | 673  | 700  | 766  |

## Ortsbeschreibung
Sandhem besteht aus den Wohngebieten Sjövik, Kylle und Tyskahemmet. Im Ort gibt es einen Kindergarten, eine Grundschule mit Vorbereitungsjahr und drei Schuljahren sowie einen Schulhort.

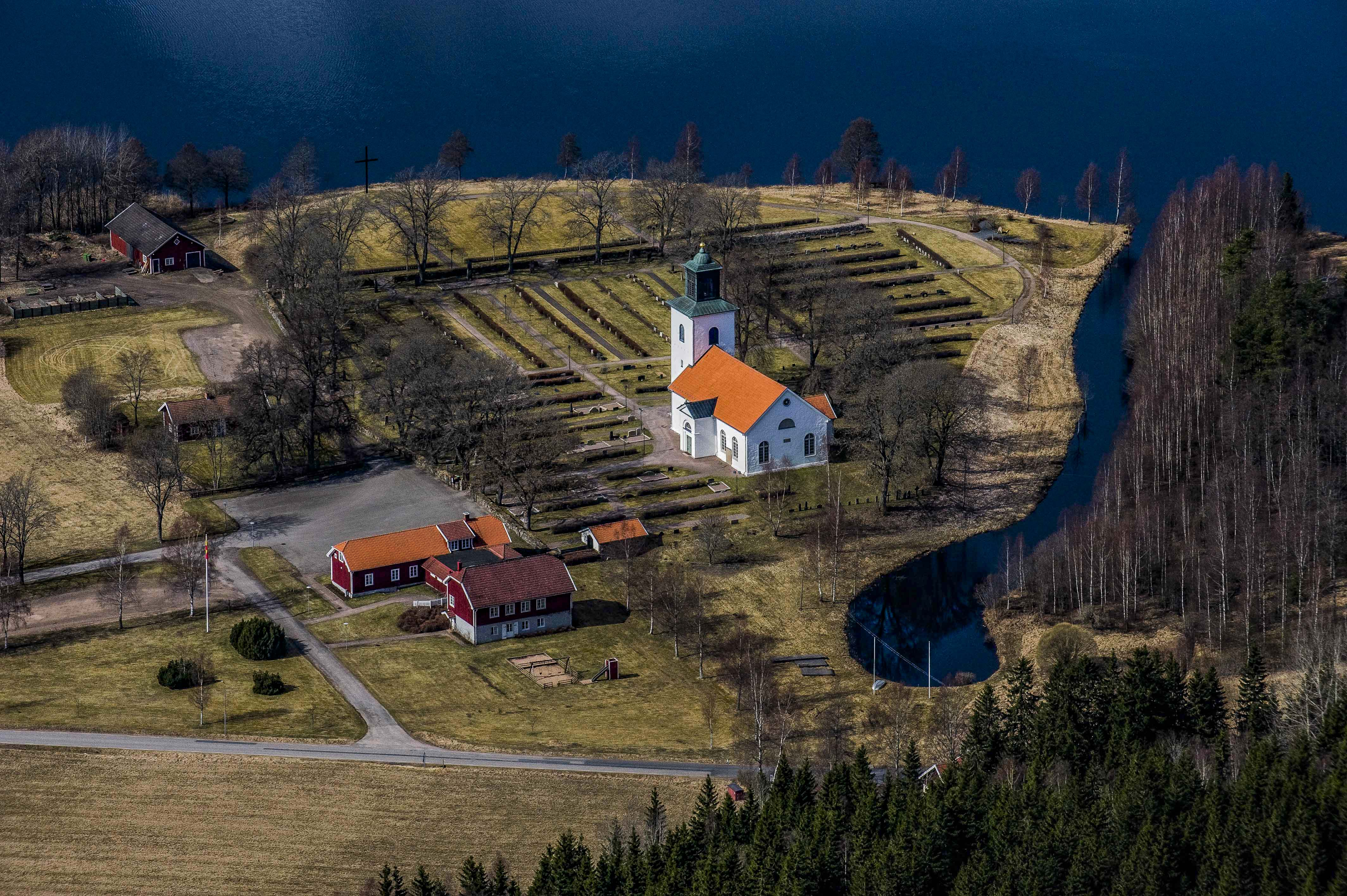
Kirche von Sandhem, April 2009

Die Kirche liegt im nordöstlichen Teil des Ortes.
Durch Sandhem fließt ein Kanal aus dem „Släpesjön“ in den „Sandhemssjön“. In der Nähe liegt der Stråken.

## Verkehr
Der Riksväg 26/47 wurde auf dem Abschnitt Mullsjö–Månseryd mit getrennten Richtungsfahrbahnen ausgebaut.

## Sport und Kultur
In Sandhem existiert der Sportverein Sandhems IF.